# Tava

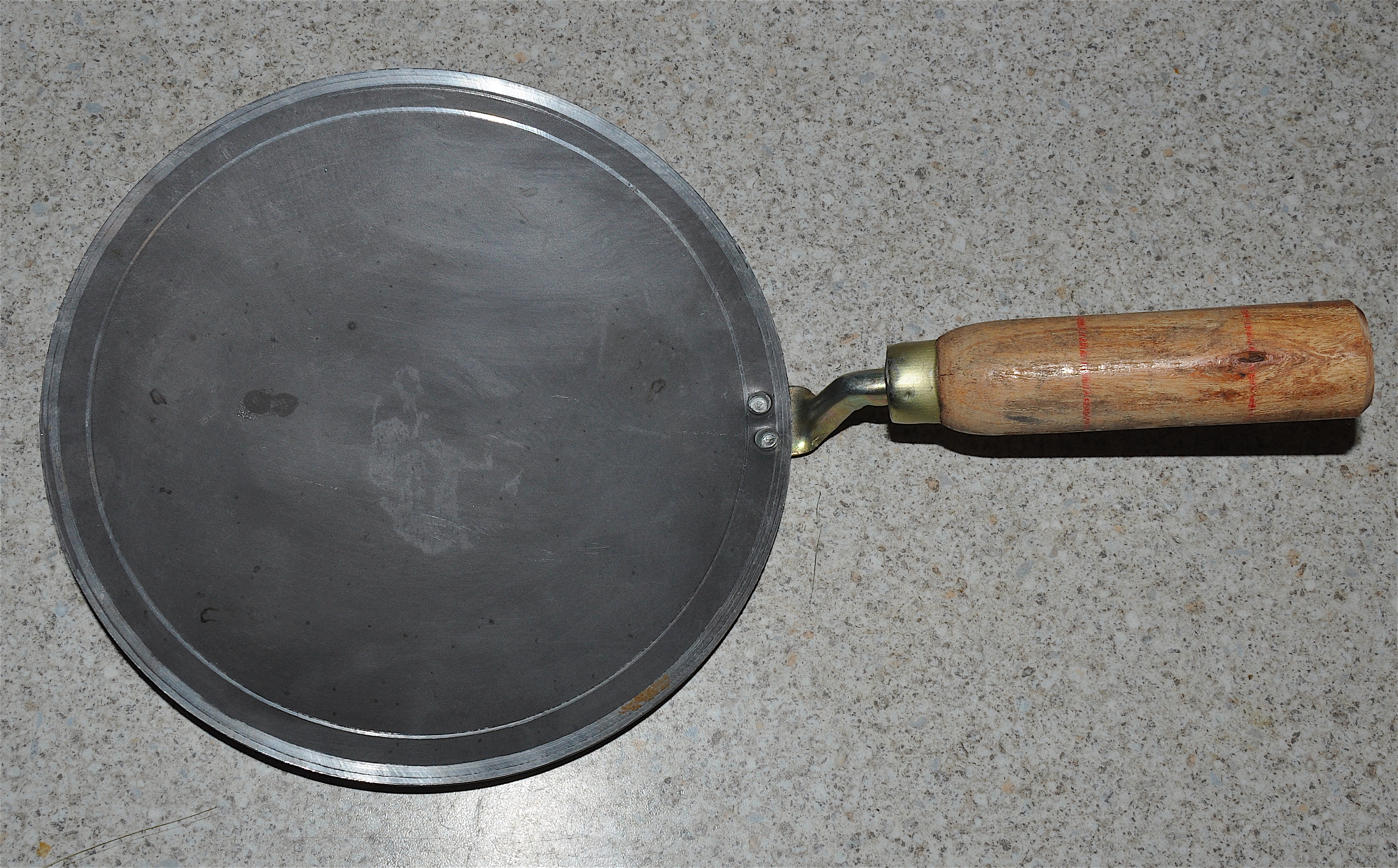
Tava mit Holzgriff, ⌀ 22 cm, Nordindien

Eine Tava ist ein Küchengeschirr, das in Süd-, Zentral- und Westasien, der südlichen Karibik sowie Teilen des Balkans verwendet wird, um verschiedene Arten von Fladenbrot zu backen. Weitere Schreibweisen sind Tavah, Tawa oder Tawah.

## Etymologie und Geschichte
Die Tava ist ein sehr altes Küchengeschirr, das seinen Ursprung in einer flachen Steinscheibe hat. Der geographische Ursprung liegt auf dem indischen Subkontinent; der Begriff kommt aus dem Hindustani und bedeutet „eiserne Platte“ oder „eiserner Teller“.

## Bauform und Verwendung
Eine Tava ist eine runde, flache Schale mit schwacher Innenwölbung. Die Größe schwankt zwischen ca. 20 cm bis zu über einem Meter. Handgriffe oder ein Stiel können, müssen aber nicht vorhanden sein.
Als Material kommt vorwiegend Stahl, auch antihaftbeschichtet, emailliert, rostgeschützt, und Aluminium zum Einsatz. Es gibt auch Tavas aus gebranntem Ton, die (bei kleineren Größen) mit einem Haltergestell versehen sein können.
Erhitzt wird die Tava in den genannten Regionen auf Kochstellen wie Holzfeuerherd (auch auf dem Tandur oder einem Raketenofen), Holzkohle-, Steinkohle- und Gasherd (Propan/Butan).
In Haushalten, in denen Fladenbrote regelmäßig zu allen Mahlzeiten gereicht werden, ist eine Tava unverzichtbar. Wenn aus wirtschaftlichen Gründen die Anschaffung mehrerer, teils spezialisierter Geschirre, unterbleiben muss, wird sie auch zum Braten von Fleisch und Gemüse eingesetzt.